# Gotowość operacyjna
Gotowość operacyjna – pojęcie z dziedziny zarządzania oraz wojskowości, oznacza stopień gotowości ludzi, sprzętu, bądź urządzeń do wykonywania założonych zadań.

## Wstępna gotowość operacyjna
Wstępna gotowość operacyjna (ang. Initial Operating Capability – IOC) to stan wstępnej gotowości ludzi bądź urządzeń do wykonywania założonych zadań mający na celu przygotowanie do wykonywania zadań, w szczególności poprzez zapoznanie się z zadaniami, opracowanie sposobów oraz sprawdzenie zdolności do ich wykonania. W wojskowości, obejmuje między innymi opracowanie optymalnej taktyki działania ludzi oraz użycia posiadanego sprzętu i uzbrojenia, zwłaszcza w uwzględnieniu jego paramentów i możliwości technicznych. Po wykonaniu z sukcesem przewidzianych odpowiednimi procedurami czynności zmierzających do spełnienia celów IOE, może zostać ogłoszony stan pełnej gotowości operacyjnej.

## Pełna gotowość operacyjna
Pełna gotowość operacyjna (ang. Full Operating Capability – FOC) to stan gotowości operacyjnej po pomyślnym zakończeniu IOE, powstający na skutek podjęcia i ogłoszenia odpowiedniej decyzji przez organ zarządzający. Stan ten oznacza pełną gotowość ludzi i sprzętu do wykonywania przypisanych im zadań bądź rozpoczęcie ich wykonywania.